# Franciszek Ksawery Bianchi
Franciszek Ksawery Bianchi (ur. 2 grudnia 1743 w Arpino; zm. 31 stycznia 1815 w Neapolu) – włoski barnabita, święty Kościoła katolickiego.

## Życiorys
Wstąpił do seminarium, a w 1761 roku rozpoczął studia na uniwersytecie w Neapolu. W 1776 roku został wyświęcony na kapłana. Ciężko zachorował na tajemnicze schorzenie nóg. Zmarł w wieku 71 lat w opinii świętości. Został beatyfikowany przez papieża Leona XIII 22 stycznia 1893 roku, a kanonizowany przez papieża Piusa XII 21 października 1951 roku.